# Yudi Abreu
Yudi Abreu Bastida (Santa Clara, 23 aprile 1969) è un ex cestista e allenatore di pallacanestro cubano.

## Carriera
Con Cuba ha disputato i Campionati mondiali del 1994 e cinque edizioni dei Campionati americani (1992, 1993, 1995, 1997, 1999).